# Indien i olympiska sommarspelen 1900
Indien deltog med en deltagare vid de olympiska sommarspelen 1900 i Paris, vilket var första gången som deltagare från Indien deltog i de olympiska spelen. Totalt vann han två medaljer och Indien slutade på sjuttonde plats i medaljligan.

## Medaljer

### Silver
- Norman Pritchard - Friidrott, 200 m
- Norman Pritchard - Friidrott, 200 m häck